# General en Jefe José Francisco Bermúdez
«General en Jefe José Francisco Bermúdez» - газопровідна система на північному сході Венесуели, що обслуговує поставки на/з карибського узбережжя. 
Ще в кінці 1990-х років запланували спорудження трубопроводу для нарощування поставок блакитного палива з газопереробного комплексу Анако (штат Ансоатегі) на північ до карибського узбережжя. Сюди, до індустріального комплексу Jose та підприємств Пуерто-ла-Круз, вже вели дві нитки діаметром 400 та 650 мм. Проте існувала потреба у збільшенні постачань до Пуерто-ла-Круз, а також у забезпеченні паливом розташованих далі Кумани (столиця штату Сукре) та острова Маргарита.
Протягом 2007-2011 років до острова Маргарита проклали газопровід довжиною 214 км та діаметром 900 мм.  А через два роки ввели в дію вігалуження на схід від Кумана до доків Каріако довжиною 55 км. Саме у східному напрямку запланований подальший розвиток системи, довжина якої повинна сягнути 470 км.
При цьому вона досягне газопереробного комплексу CIGMA на півострові Паріа, що споруджується в межах освоєння розташованих поблизу великих офшорних газових родовищ (Драгон, Патао та інші). Введення їх в дію очікується у другій половині 2010-х років, що відповідно призведе до зміни напрямку руху в газопроводі. 